# Dramaturgia
Dramaturgia (del griego δραματουργία) es la acción y efecto de crear, componer, escenificar y representar un drama, convirtiéndolo en espectáculo teatral. El término se aplica no solo al teatro sino a otros espectáculos de las artes escénicas, como la danza, la ópera o el circo.
La dramaturgia también hace referencia a la actividad creadora del dramaturgo y al conjunto de su producción literaria.

### Dramaturgia clásica
Las teorías estéticas del clasicismo del siglo XX propusieron como modelo de dramaturgia respetar la regla de las tres unidades (acción, lugar y tiempo), ordenando el proceso dramático en tres fases: exposición, nudo y desenlace.

## Semiótica y aplicaciones
El objetivo de la dramaturgia es dar al texto y al trabajo de los actores una estructura conjunta coherente. En ese sentido, más que un escrito, es el diseño de una historia de acuerdo con los elementos específicos del teatro. A partir del siglo XX, se ha desarrollado la llamada “dramaturgia del actor”, incorporando la personalidad de los actores al proceso de construcción dramática. El término dramaturgia se ha extendido también a los quehaceres de los directores y otros técnicos y creativos teatrales. Se habla por lo tanto de la dramaturgia del director, del iluminador del vestuarista o del escenógrafo, refiriéndose a su particular lectura del texto dramático y de su traslado al escenario.
Dramaturgia, o actividad 'dramatúrgica', es toda obra escrita con el fin de poder representar una historia, se aplica también a los guiones cinematográficos y las telenovelas.

### Dramaturgos y dramaturgistas
Debido a la especialización existente en el sector de las artes escénicas, se está produciendo una necesidad de diferenciar al creador literario de una obra, el dramaturgo o escritor dramático, de aquella persona que recibe una historia y la adapta para ponerla en escena: el dramaturgista. Ambos se pueden considerar creadores y por lo tanto susceptibles de percibir derechos de autor. Normalmente un dramaturgo al escribir ya está proponiendo una primera adaptación de su obra, por lo que los dramaturgos suelen ser dramaturgistas, pero no al revés.
Esta figura, la de dramaturgista en la mayoría de países es menos visible puesto que la asume automáticamente el director o escenificador de una obra, pero en Alemania es habitual que haya equipos de varios dramaturgistas que adoptan además roles de gestor cultural en los teatros públicos, planificando una temporada según un repertorio muy concreto, con indicaciones muy precisas tanto históricas como técnicas para el director, quien tiene menos margen que sus homólogos extranjeros.